# Casa de Trullol
La casa de Trullol o Trullols és una casa nobiliària de Mallorca originària de Manacor que compta amb nombroses branques que posseeixen diversos títols nobiliaris. El seu escut és un trull.
Per bé que no figuren en el Repartiment, el 1242 ja es documenta un Berenguer Trullol com a personatge de cert estatus. Un altre Berenguer Trullol va testar el 1319, i el 1364, Nicolau Trullol adquirí la Mola, i el seu fill Nicolau Trullol, la Torre del Fangar, a Manacor. Llavors feien part de la mà major, i culminarien el seu ascens social uns segles més tard, quan passaren a fer part de l'estament dels cavallers. El 1507, els germans Martí i Joan Antoni Trullols obtengueren el privilegi perpetu de ciutadà militar pels seus serveis, i a partir de llavors diversos membres foren jurats de Mallorca per aquest estament, entre els quals el mateix Martí. Nicolau Trullols, ciutadà militar de Mallorca, va vincular nombrosos béns de la seva casa el 1519, i va morir quatre anys més tard. El seu fill Jaume morí jove, i el seu germà, Miquel Trullols i Ballester, capità de Manacor i jurat de Mallorca, el succeí. Es casà amb Francesca Ballester, i va morir el 1569. El seu fill, Nicolau Trullol i Ballester, també fou jurat de Mallorca, capità de cavalleria i comandant de Manacor, es casà dues vegades: amb Jerònima Albertí, mare de Miquel Trullols i Albertí, i amb Dionísia Vida i de Sant Joan, hereva de la casa Desmàs amb els seus vincles, la cavalleria corresponent i la possessió de Son Vida, amb la qual tengué diversos fills. Francesc i Joan Antoni Trullols i Vida en foren els hereus, tutoritzats primer pel seu oncle Berenguer de Vida pel fet que eren menors d'edat. Posteriorment, els dos germans iniciarien dues línies diferents.

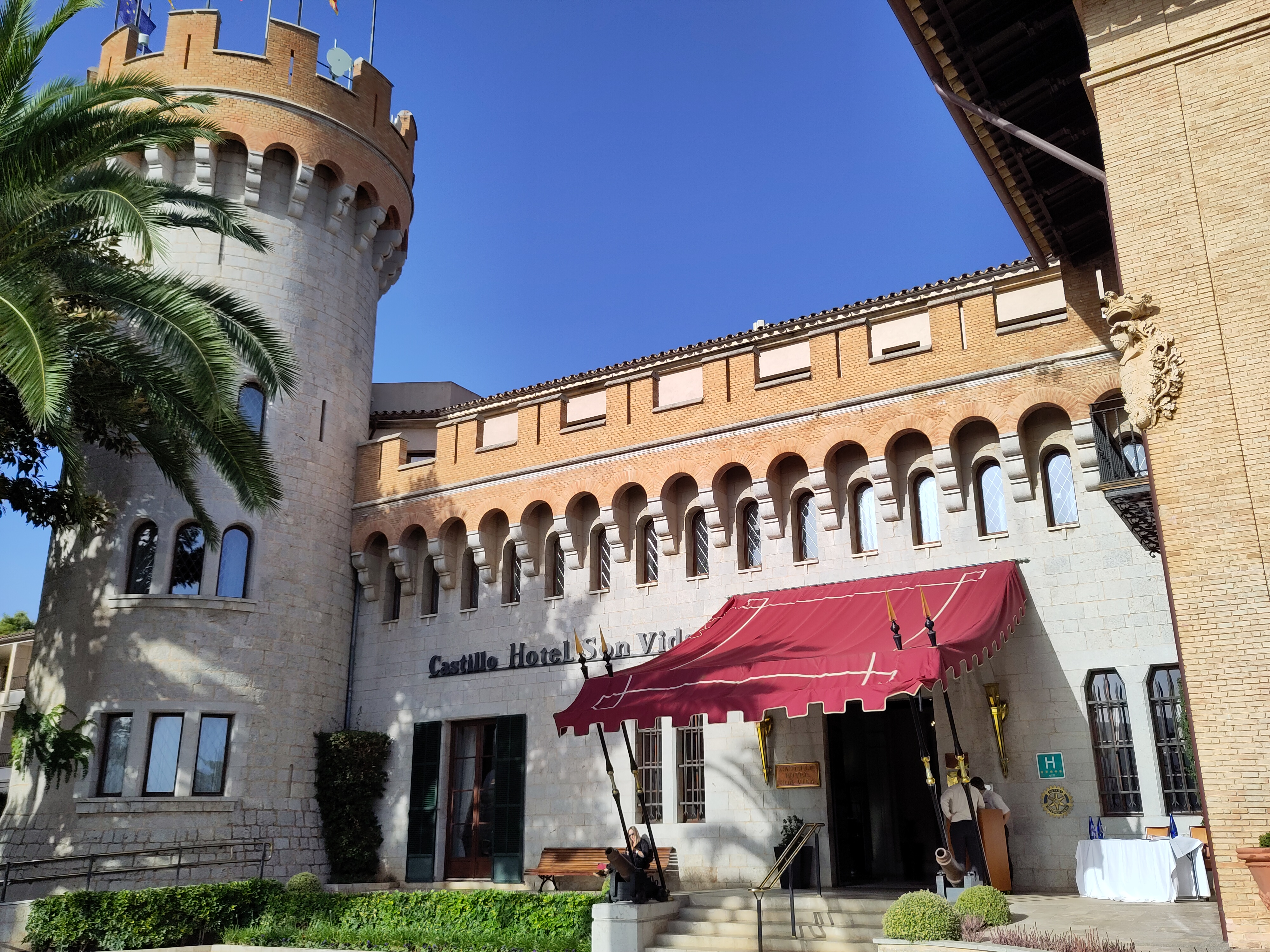
El Castell de Son Vida (1905), construït pels Trullol sobre les cases de Son Vida

A final del segle xvi, doncs, la família estava constituïda per dues branques, que no formaven part de les grans cases de la ciutat com es dedueix del fet que encara residien habitualment a Manacor. Tenien la posada al barri de la parròquia de Sant Jaume: una branca, la major, al carrer del Sitjar (entre la Font del Sepulcre i el Convent de la Concepció), i l'altra, els anomenats Trullol del Mercat, a la placeta de Can Trullol (avui plaça Weyler), en el lloc on ara hi ha el Grand Hotel.
Joan Antoni Trullol i Vida fou el cap de l'anomenada casa del Mercat. El seu successor fou Salvador Trullols i Olesa, destacat partidari de l'Arxiduc Carles, el qual, al capdavant dels seus soldats de la companyia del Sitjar, participà en els avalots del setembre de 1706 que provocaren la incorporació de Mallorca al bàndol austriacista. Posteriorment, aquesta branca desaparegué.

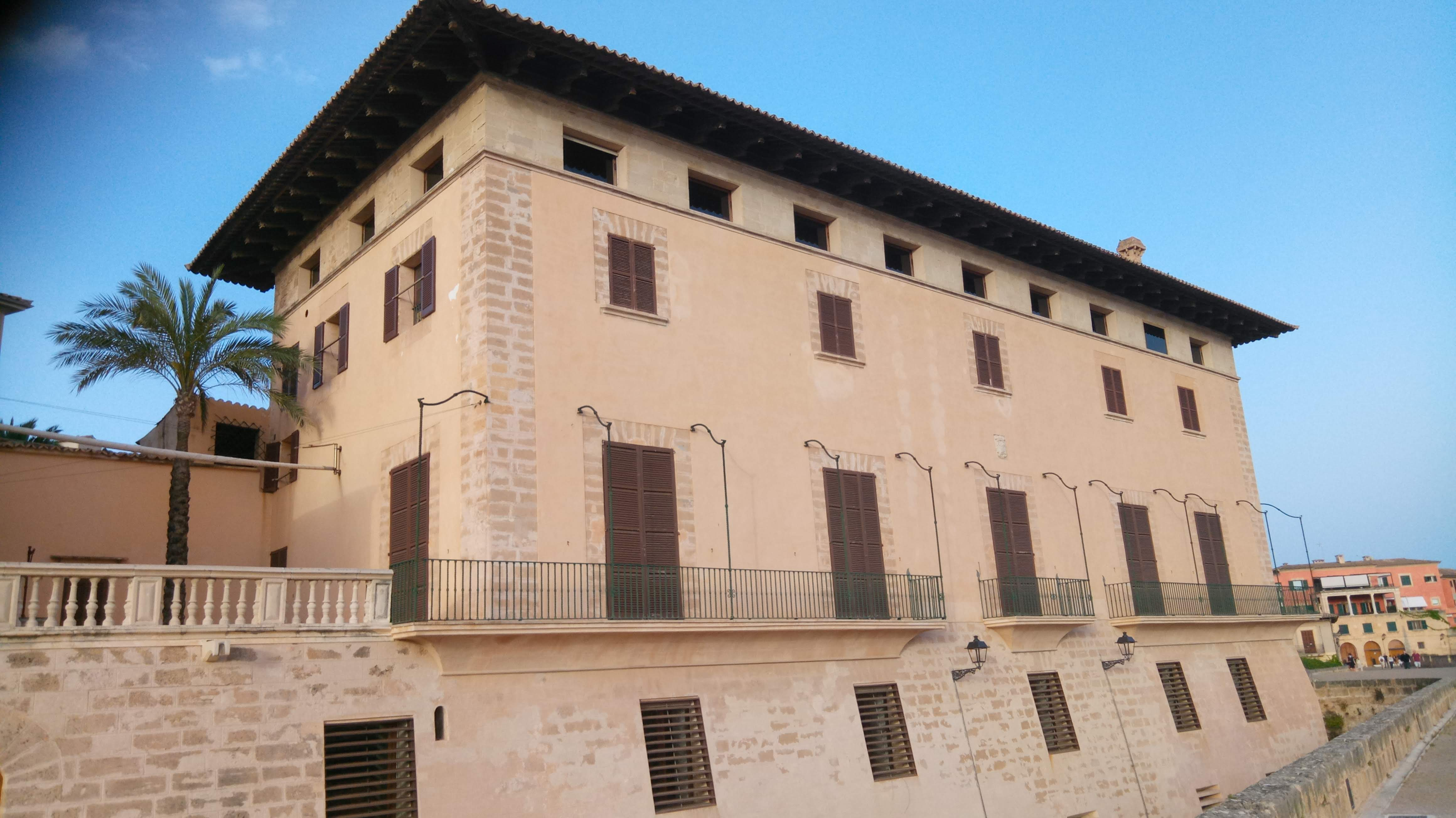
Cal Marquès de la Torre, casa de la branca principal dels Trullols fins que la vengueren a final del

Francesc Trullol i Vida es casà el 1612 amb Jerònima Nicolau i Tril·li. Després de dues generacions de carrera militar al servei de la monarquia, Felip IV l'ascendí a la noblesa plena amb la concessió del títol de noblesa el 1631. El seu fill major Nicolau Trullol i Nicolau continuà la línia major i exercint l'ofici de militar al servei de la monarquia. Fou aquest qui comprà, el 1659, la casa del carrer de la Portella, on posteriorment la família construiria la casa coneguda amb el nom del Cal Marquès de la Torre. Nicolau es casà dues vegades: una primera amb Elionor Font de Roqueta i Gual, amb la qual tengué Francesc Trullols i Font de Roqueta, nascut el 1639; i una segona amb Elionor Dameto i Rossinyol, amb qui tengué Nicolau Trullols i Dameto (nascut el 1667) i Jordi Trullols i Dameto (1670). Nicolau Trullols i Nicolau va morir el 1671 i el va succeir el seu fill gran, Francesc.
Francesc Trullols i Font de Roqueta va destacar en la seva carrera política i militar, i arribà a ocupar càrrec d'alt funcionari de Carles II. Això el portà a fer amistat amb personatges que, a la mort del rei l'any 1700, es destacaren com a partidaris de la causa austriacista, entre els quals l'almirall Enríquez de Cabrera. Francesc Trullols fou un personatge important en el naixement de les idees austriacistes a Mallorca. D'altra banda, la seva carrera política a la cort portà la família a un ascens social considerable, fins al punt que obtengué del rei Carles II el títol de marquès pel seu germà Nicolau, per bé que la mort del rei el 1700 deixà el títol pendent de confirmar. Però a la seva mort el 1702, aquesta nova posició de la família i el marquesat romanien incerta atès el triomf momentani del bàndol filipista.
Nicolau Trullols, d'entrada, es mantengué fidel al rei Felip V. Això li permeté d'obtenir la confirmació del títol de Marquès de la Torre del Fangar el 1703 per part del rei, condicionat pel compromís del seu predecessor. Nicolau Trullols es mantengué moderat en el seu austriacisme, però després de la presa austriacista de Mallorca el 1706 començà a fer per recuperar el favor de la corona envers la família. Renuncià a la concessió del marquesat que li havia atorgat Felip V, i el 1707 el nou rei Carles III li tornà a concedir el títol de Marquès de la Torre del Fangar. En fi, a la presa borbònica de Mallorca el 1715, Nicolau fou condemnat a l'ostracisme polític, i el títol de marquès fou derogat retroactivament. De tota manera, els acords de la Pau de Viena de 1725 comportaven una amnistia general, i finalment el marquesat li fou restituït el 1728, poc abans de la seva mort el 29 de desembre de 1728.

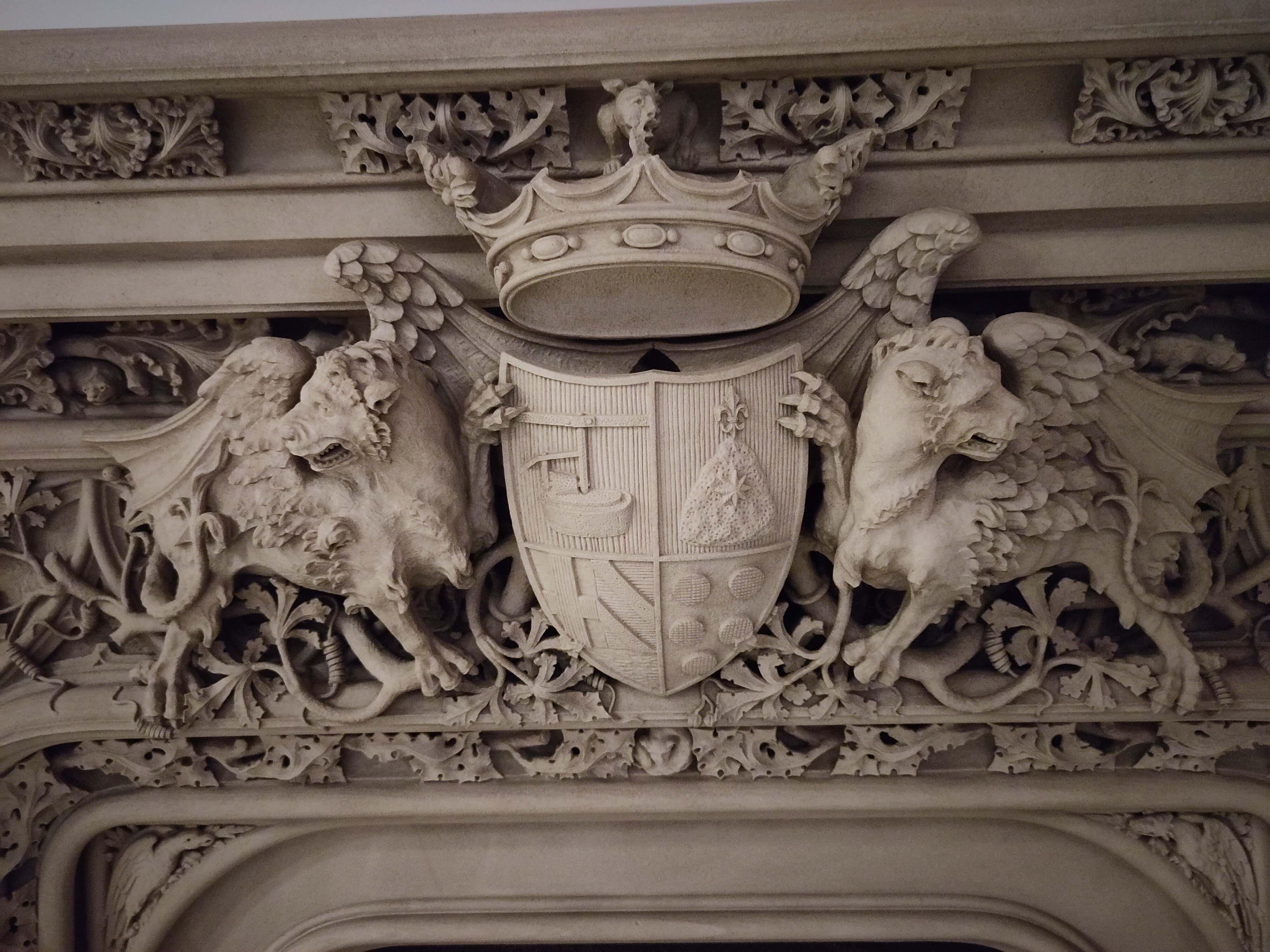
Escut de Francesc Trullols i Despuig al fumeral de Ca la Torre

El succeí el seu fill Ferran Trullols i Gual Moix, nascut el 1707 i mort el 1778. Es casà amb Maria Inès Fortuny i Ruesta el 1735, amb qui tengué dos fills: Ferran, canonge i subdiaca de la Seu, mort tres anys després que el pare, i Francesc Trullols i Fortuny (1747-1821). Aquest darrer es casà el 1783 amb Maria Ignàsia de Villalonga i de Pinós, i tengueren dos fills, Ferran i Ignasi, que iniciaren dues branques diferents. Ferran Trullols i de Villalonga, el primogènit, es casà amb Joana de Sales i de Boixadors, i continuà la branca principal, establerta a Cal Marquès de la Torre. El seu net fou Ferran Truyols i Despuig, diputat pel Partit Liberal Conservador i impulsor de la construcció del Castell de Son Vida (1905). Francesc Truyols i Nadal, l'actual marquès, és descendent seu per línia masculina directa. L'altra branca és la fundada per Ignasi Trullols i de Villalonga, que es casà amb Joaquima de Chauveron i d'Oms, marquesa de Chauveron i hereva de la Casa Doms. El seu fill Francesc Trullols i de Chauverón continuà aquesta branca, establerta a Can Oms, la casa pairal dels Doms.
Altres branques menors dels Trullols s'han format els darrers segles: a partir de 1920, una branca s'establí al carrer de Sant Roc, i encara la posseeix; una altra reformà l'antiga Can Cavalleria, al carrer homònim, els anys 1930. És el cas de les branques de Marià Trullol i el seu fill Marià Trullol Morell, hereus de la hisenda de la Casa Despuig, i la de Ferran Trullol i el seu fill Ferran Trullol Coll, que fou president de la Mesa Democrática de Mallorca (1972).